# 8579 Hieizan
8579 Hieizan este un asteroid din centura principală, descoperit pe 11 decembrie 1996, de Takao Kobayashi.